# Thomas Rolfe
Thomas Rolfe (Jamestown, 30 de janeiro de 1615 — Kippax Plantation, 1680) foi o único filho da lendária Pocahontas e de John Rolfe. Provavelmente nascido em Jamestown, Virginia, foi criado pelo seu tio na Inglaterra, depois do falecimento da sua mãe. Voltou para os Estados Unidos quando tinha mais ou menos 20 anos e casou-se com Elizabeth Washington em 1632, teve uma filha um ano depois, Anne Rolfe, dando início a uma das primeiras famílias com raízes tanto inglesas quanto nativa-americanas. Mas, infelizmente, sua mulher morreu. Casou-se novamente algum tempo depois e teve mais uma filha, Jane.
A família Rolfe vem deixando legados até hoje, sendo a mais famosa descendente de Pocahontas e John,   a ex-primeira dama dos Estados Unidos, Nancy Reagan.